# Copa Hopman de 1992
A Copa Hopman de 1992 foi a 4ª edição do torneio entre países do tênis em mistas, organizada pela Federação Internacional de Tênis.
Jakob Hlasek e Manuela Maleeva-Fragniere da Suíça bateram o time da então Tchecoslováquia de Helena Suková e Karel Nováček na final.

## Final

### Suíça vs. Tchecoslováquia
| Suíça 2 | Burswood Entertainment Complex, Perth 3 de Janeiro de 1992 Duro (indoor) | Burswood Entertainment Complex, Perth 3 de Janeiro de 1992 Duro (indoor) | Tchecoslováquia 1 |     |   |  |
| \| \| \| \| 1 \| 2 \| 3 \| \| \| - \| \| ---------------------------------------------------------------------- \| --- \| --- \| - \| \| \| 1 \| \| Manuela Maleeva-Fragniere Helena Suková \| 6 2 \| 6 4 \| \| \| \| 2 \| \| Jakob Hlasek Karel Nováček \| 6 4 \| 6 4 \| \| \| \| 3 \| \| Manuela Maleeva-Fragniere / Jakob Hlasek Helena Suková / Karel Nováček \| 4 8 \| \| \| \| |                                                                          |                                                                          |                   |     |   |  |
| |                                                                          |                                                                          | 1                 | 2   | 3 |  |
| 1 | Suíça · Checoslováquia                                                   | Manuela Maleeva-Fragniere Helena Suková                                  | 6 2               | 6 4 |   |  |
| 2 | Suíça · Checoslováquia                                                   | Jakob Hlasek Karel Nováček                                               | 6 4               | 6 4 |   |  |
| 3 | Suíça · Checoslováquia                                                   | Manuela Maleeva-Fragniere / Jakob Hlasek Helena Suková / Karel Nováček   | 4 8               |     |   |  |